# François-Joseph Fétis

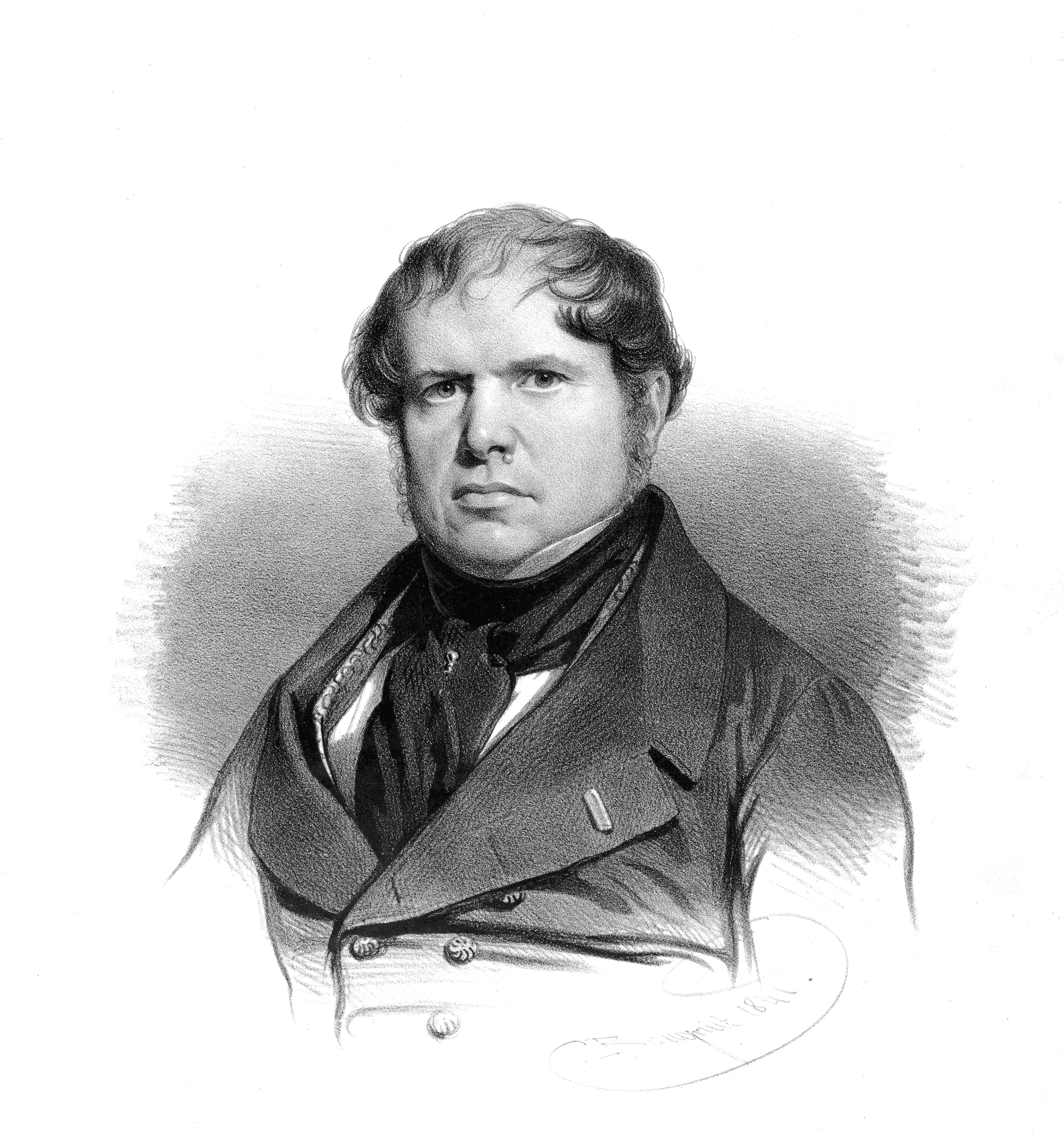
François-Joseph Fétis.

François-Joseph Fétis, född den 25 mars 1784 i Mons, död den 26 mars 1871 i Bryssel, var en belgisk musiklärd, far till Edouard Fétis.
Fétis började 1800 på Paris konservatorium, genomreste 1803 Tyskland och Italien, ägnade sig med stor flit åt musikteoretiska studier, blev 1813 organist i Douai och kallades 1821 till professor i komposition vid konservatoriet i Paris. Där reformerade han undervisningsmetoden, höll föreläsningar över musik, föranstaltade historiska konserter och uppsatte 1827 den berömda vetenskapliga musiktidskriften "Revue musicale". Samma år erhöll han bibliotekariesysslan vid konservatoriet.
År 1833 blev han kapellmästare hos kungen av Belgien och direktör för konservatoriet i Bryssel, en institution som under hans ledning uppnådde högt anseende i samtiden. Fétis tonverk (operor, kyrkomusik och instrumentalkompositioner) är regelrätta och något stela. Medan de blivit bortglömda har hans insatser som teoretiker fått erkännande även av eftervärlden. Bland annat namngav han tonalitetens begrepp. Hans skrifter har varit av stor betydelse, trots de förebråelser för partiskhet, fantiserande och otillförlitliga uppgifter, som han – visserligen inte alldeles utan skäl – fått uppbära.
Av dessa ofta omfångsrika skrifter kan här nämnas Traité élémentaire d'harmonie et d'accompagnement (1824), Traité du contrepoint et de la fugue (1825), Quels ont été les mérites des néerlandais dans la musique? (1829), La musique mise à la portée de tout le monde  (1829; flera upplagor), Manuel des principes de musique (1837), Traité complet de la théorie et de la pratique de l'harmonie (1844; flera upplagor), samt hans båda huvudarbeten Biographie universelle des musiciens et bibliographie générale de la musique (8 band, 1835–1844; 2:a upplagan 1860–1865, med supplement av Pougin i 2 band, 1878–1881), ett, trots alla sina fel, på sin tid helt oumbärligt verk, och den ofullbordade Histoire générale de la musique (5 band, 1869–1876).